# Jacksonville Jaguars 2024
La stagione 2024 dei Jacksonville Jaguars è stata la 30ª della franchigia nella National Football League e la terza e ultima con Doug Pederson come capo-allenatore.

## Scelte nel Draft 2024
| Scelte dei Jaguars nel Draft 2024 |        |                  |       |             |
| Giro                              | Scelta | Giocatore        | Ruolo | College     |
| 1                                 | 23     | Brian Thomas Jr. | WR    | LSU         |
| 2                                 | 48     | Maason Smith     | DT    | LSU         |
| 3                                 | 96     | Jarrian Jones    | CB    | FSU         |
| 4                                 | 114    | Javon Foster     | OT    | Missouri    |
| 4                                 | 116    | Jordan Jefferson | DT    | LSU         |
| 5                                 | 153    | Deantre Prince   | CB    | Mississippi |
| 5                                 | 167    | Keilan Robinson  | RB    | Texas       |
| 6                                 | 212    | Cam Little       | K     | Arkansas    |
| 7                                 | 236    | Myles Cole       | DE    | Texas Tech  |

## Staff
| Staff dei Jacksonville Jaguars |
| --- |
| Organi dirigenziali - Proprietario – Shahid Khan - Presidente – Mark Lamping - General manager – Trent Baalke - Direttore degli osservatori del college – Michael Davis - Direttore degli osservatori dei professionisti – Regis Eller - Direttore del personale professionistico – DeJuan Polk - Coordinatore del personale dei giocatori – Drew Hughes - Chief football strategy officer – Tony Khan Capo allenatore - Doug Pederson Altri allenatori - Preparatore atletico – Vacante - Assistente p.a. – Adam Potts - Assistente p.a. – Brandon Ireland - Preparatore associato – Kevin Maxen - Preparatore associato – Jackson Schafer Allenatori dell'attacco - Coordinatore offensivo – Press Taylor - Gioco sui passaggi – Jim Bob Cooter - Quarterbacks – Mike McCoy - Assistente quarterback – Andrew Breiner - Running back – Bernie Parmalee - Assistente running back – Tyler Tettleton - Wide receivers – Chris Jackson - Tight ends – Richard Angulo - Offensive line – Phil Rauscher - Assistant offensive line – Todd Washington - Offensive quality control – Nick Williams Allenatori della difesa - Coordinatore difensivo – Mike Caldwell - Defensive line – Brentson Buckner - Assistente defensive line – Rory Segrest - Outside linebacker – Bill Shuey - Inside linebacker – Tony Gilbert - Gioco sui passaggi/cornerback – Deshea Townsend - Safety – Cody Grimm - Assistente difesa senior – Bob Sutton - Controllo qualità difesa – Patrick Reilly Allenatori dello special team - Coordinatore dello special team – Heath Farwell - Assistente special team – Luke Thompson |

## Roster
| Roster dei Jacksonville Jaguars |
| --- |
| Quarterback - 10 Mac Jones - 16 Trevor Lawrence Running Back - 4 Tank Bigsby - 1 Travis Etienne - 2 D'Ernest Johnson Wide Receiver - 0 Gabe Davis - 12 Devin Duvernay - 15 Tim Jones - 13 Christian Kirk - 7 Brian Thomas Jr. - 11 Parker Washington Tight End - 17 Evan Engram - 89 Luke Farrell - 85 Brenton Strange Offensive Linemen - 76 Ezra Cleveland G - 79 Luke Fortner C - 62 Javon Foster T - 77 Anton Harrison T - 75 Cooper Hodges T - 72 Walker Little T - 65 Mitch Morse C - 74 Cam Robinson T - 68 Brandon Scherff G - 70 Cole Van Lanen G Defensive Linemen - 91 Arik Armstead DE - 59 Myles Cole DE - 52 DaVon Hamilton DT - 41 Josh Hines-Allen DE - 98 Jordan Jefferson DT - 93 Tyler Lacy DT - 99 Jeremiah Ledbetter DT - 90 Esezi Otomewo DT - 95 Roy Robertson-Harris DT - 94 Maason Smith DT - 44 Travon Walker DE Linebacker - 56 Yasir Abdullah OLB - 57 Caleb Johnson OLB - 33 Devin Lloyd OLB - 51 Ventrell Miller MLB - 48 Chad Muma OLB - 23 Foyesade Oluokun MLB Defensive Back - 30 Montaric Brown CB - 3 Tyson Campbell CB - 5 Andre Cisco FS - 25 Ronald Darby CB - 26 Antonio Johnson SS - 22 Jarrian Jones CB - 24 Deantre Prince CB - 6 Darnell Savage FS - 20 Daniel Thomas SS Special Team - 9 Logan Cooke P - 39 Cam Little K - 46 Ross Matiscik LS Lista delle riserve - 47 De'Shaan Dixon OLB (IR) - 29 Tashaun Gipson FS (Sospeso) - 88 Patrick Murtagh TE (Waived/injured) - 31 Keilan Robinson RB (IR-DRF) - 83 David White Jr. WR (IR) - 42 Andrew Wingard FS (IR-DRF) Squadra di allenamento - 49 Shawn Bowman TE - 21 Christian Braswell CB - 19 Joshua Cephus WR - 54 D.J. Coleman DE - 14 Elijah Cooks WR - 81 Josiah Deguara TE - 34 Terrell Edmunds FS - 37 Tre Flowers CB - 97 Joe Gaziano DE - 73 Blake Hance G - 36 Jalen Jackson RB - -- Matthew Jackson S - 64 Steven Jones G - 55 Tanner Muse OLB - -- John Rhys Plumlee QB - 84 Louis Rees-Zammit WR - 86 Austin Trammell WR Roster aggiornato al 1º settembre 2024 53 attivi, 6 inattivi, 16 nella squadra di allenamento |
| Legenda - I rookie sono in corsivo. - Il primo ruolo è il principale mentre gli eventuali successivi indicano i ruoli secondari. - (IR) sta per Injured Reserve ed indica la lista ristretta per un solo giocatore infortunato che può tornare ad allenarsi dopo la settimana 6 e a rientrare in prima squadra dopo che questa ha giocato 8 partite. - (NF-Inj.) / (NF-Ill.) stanno rispettivamente per Non-Football Injured e Non-Football Illness ed indicano le liste dove viene inserito un giocatore che ha un infortunio o una malattia non dipendente dal football americano. - (PUP) sta per Physically Unable to Perform ed indica la lista dove viene inserito un giocatore mentre è in attesa di recuperare la condizione fisica. Nella stagione regolare dopo la sesta partita giocata dalla propria squadra, il giocatore ha tempo tre settimane per riprendere ad allenarsi, più tre settimane aggiuntive dal suo rientro agli allenamenti per rientrare in prima squadra. |

## Precampionato
Il 15 maggio 2024 furono annunciate le gare del precampionato.
| Precampionato |           |           |                      |           |        |                       |              |         |
| Settimana     | Data      | Ora (ET)  | Avversario           | Risultato | Record | Stadio                | TV           | Sintesi |
| 1             | 10 agosto | 7:00 p.m. | Kansas City Chiefs   | V 26-13   | 1-0    | EverBank Stadium      | CBS 47 (CBS) | Sintesi |
| 2             | 17 agosto | 7:30 p.m. | Tampa Bay Buccaneers | V 20-7    | 2-0    | EverBank Stadium      | CBS 47 (CBS) | Sintesi |
| 3             | 23 agosto | 7:00 p.m. | @ Atlanta Falcons    | V 31-0    | 3-0    | Mercedes-Benz Stadium | CBS 47 (CBS) | Sintesi |

## Stagione regolare

### Calendario
Il calendario della stagione regolare fu reso noto il 15 maggio 2024. Data e orario della gara di settimana 18 furono definiti il 29 dicembre, subito dopo lo svolgimento del diciassettesimo turno.
| Stagione regolare |                    |                    |                          |                    |                    |                                    |                    |                    |
| Settimana         | Data               | Ora (ET)           | Avversario               | Risultato          | Record             | Stadio                             | TV                 | Sintesi            |
| 1                 | 8 settembre        | 1:00 p.m.          | @ Miami Dolphins         | S 17-20            | 0-1                | Hard Rock Stadium                  | CBS                | Sintesi            |
| 2                 | 15 settembre       | 1:00 p.m.          | Cleveland Browns         | S 13-18            | 0-2                | EverBank Stadium                   | CBS                | Sintesi            |
| 3                 | 23 settembre       | 7:30 p.m.          | @ Buffalo Bills (M)      | S 10-47            | 0-3                | Highmark Stadium                   | ESPN               | Sintesi            |
| 4                 | 29 settembre       | 1:00 p.m.          | @ Houston Texans         | S 20-24            | 0-4                | NRG Stadium                        | CBS                | Sintesi            |
| 5                 | 6 ottobre          | 1:00 p.m.          | Indianapolis Colts       | V 37-34            | 1-4                | EverBank Stadium                   | CBS                | Sintesi            |
| 6                 | 13 ottobre         | 9:30 a.m.          | @ Chicago Bears (I)      | S 16-35            | 1-5                | Tottenham Hotspur Stadium (Londra) | NFL Network        | Sintesi            |
| 7                 | 20 ottobre         | 9:30 a.m.          | New England Patriots (I) | V 32-16            | 2-5                | Wembley Stadium (Londra)           | NFL Network        | Sintesi            |
| 8                 | 27 ottobre         | 1:00 p.m.          | Green Bay Packers        | S 27-30            | 2-6                | EverBank Stadium                   | Fox                | Sintesi            |
| 9                 | 3 novembre         | 4:05 p.m.          | @ Philadelphia Eagles    | S 23-28            | 2-7                | Lincoln Financial Field            | NBC                | Sintesi            |
| 10                | 10 novembre        | 1:00 p.m.          | Minnesota Vikings        | S 7-12             | 2-8                | EverBank Stadium                   | Fox                | Sintesi            |
| 11                | 17 novembre        | 1:00 p.m.          | @ Detroit Lions          | S 6-52             | 2-9                | Ford Field                         | CBS                | Sintesi            |
| 12                | Settimana di pausa | Settimana di pausa | Settimana di pausa       | Settimana di pausa | Settimana di pausa | Settimana di pausa                 | Settimana di pausa | Settimana di pausa |
| 13                | 1º dicembre        | 1:00 p.m.          | Houston Texans           | S 20-23            | 2-10               | EverBank Stadium                   | Fox                | Sintesi            |
| 14                | 8 dicembre         | 1:00 p.m.          | @ Tennessee Titans       | V 10-6             | 3-10               | Nissan Stadium                     | CBS                | Sintesi            |
| 15                | 15 dicembre        | 1:00 p.m.          | New York Jets            | S 25-32            | 3-11               | EverBank Stadium                   | Fox                | Sintesi            |
| 16                | 22 dicembre        | 4:25 p.m.          | @ Las Vegas Raiders      | S 14-19            | 3-12               | Allegiant Stadium                  | CBS                | Sintesi            |
| 17                | 29 dicembre        | 1:00 p.m.          | Tennessee Titans         | V 20-13            | 4-12               | EverBank Stadium                   | CBS                | Sintesi            |
| 18                | 5 gennaio          | 1:00 p.m.          | @ Indianapolis Colts     | S 23-26 (DTS)      | 4-13               | Lucas Oil Stadium                  | Fox                | Sintesi            |

Note:
- Gli avversari della propria division sono in grassetto.
- Il simbolo "@" indica una partita giocata in trasferta.
- (M) indica il Monday Night Football, (S) il Sunday Night Football e (I) una partita delle NFL International Series.

## Premi

### Premi settimanali e mensili
- Brian Thomas Jr.:

rookie offensivo del mese di dicembre/gennaio